# Путь-дороженька (повесть)
«Путь-дороженька» ― повесть русского советского писателя Михаила Александровича Шолохова, написанная в 1925 году и рассказывающая о событиях гражданской войны на Дону.

## Публикации
Впервые повесть была напечатана в газете «Молодой ленинец», 1925. ― № 93―97. ― 25 апреля. ― 30 апреля. Входила повесть в авторские сборники «Лазоревая степь» (1926) и «Лазоревая степь. Донские рассказы» (1931).

## Сюжет
В основу повествования положены события, происходившие в станице Каргинской осенью 1918 года (1-я часть произведения и в сентябре ― октябре 1920 года (2-я часть)), свидетелем и участником которых был будущий писатель. В центре внимания фигура Петра Кремнёва, сына убитого белоказаками постовала Фомы Кремнёва. С приходом красных он становится секретарём станичной ячейки РКСМ и осенью 1920 года попадает в плен к махновцам. В финале произведения распропангандированная Петром сотня бандитов сдаётся защитникам местного совхоза.

## Прототипы
Прототипами героев повести стали семья Кремнёвых из станицы Каргинской секретарь Каргинской ячейки РКСМ Александр Покусаев, кузнец Сидор Акимович Мазанов. Под своим именем в произведении действует член бюро ячейки Григорий Расков. По сведениям Сивоволова прототип деда Александра Четвертого, по-уличному Четвертак, жил в одном квартале от дома Шолохова и носил фамилию Каргин. По воспоминаниям местных жителей, он промышлял добычей камня, который продавал казакам по четвертаку (двадцать пять копеек). В повести уличное прозвище изменено. Вторая часть произведения рисует картины пребывания вооружённого отряда Махно на Верхнем Дону осенью 1920 года. При налёте махновцев на станицы и хутора было прервано сообщение округа с Ростовым, разгромлены станичные учреждения советской власти, разграблены ссыпные пункты (из ссыпного пункта «Заготзерно» в станице Каргинской махновцы похитили около тысячи пудов пшеницы) и потребительские общества. В результате боёв с бандитами многие жители лишились рабочего скота, выполнявшего гужевую повинность, лошадей.
По одной из версий, М. А. Шолохов во время боя под хутором Коньковым (осень 1920) «был схвачен махновцами, допрошен самим батькой, но не <…> расстрелян по малости лет». По другой версии, встреча М. А. Шолохова с Махно произошла в мае 1921 года; будущий писатель в качестве старшего сопровождал на станицу Миллерово обоз с хлебом, который был захвачен махновцами.

## Критика
А. Палшков писал:
Шолохову близки были переживания Петьки, тоже попавшего в плен к бандитам. Собственные наблюдения помогли писателю воссоздать картины быта махновцев, ярко выписывать отдельные фигуры из воинства «батьки» ― каждую со своеобразным характером, с особенной манерой речи. В живых подробностях сохранила память Шолохова облик Махно....
А. В. Кулинич главного героя повести, Петра Кремнёва, относил к «истинным героям, стойким борцам за дело трудящихся», «чутким к чужому горю, отзывчивым и заботливым по отношению к обездоленным», и писал о впечатляющем «контрасте насилия и свободы» в произведении:
Из тюрьмы, куда бросили старого рабочего Фому Кремнёва, в окошко видно, как на воле клубятся бурые тучи и под ними режут небо две станички медноголосых журавлей.